# Budeč (kolej)
Budeč je název pro koleje, které se nacházejí v Praze na Vinohradech, na adrese Wenzigova 1982/20. Jedná se o objekt, který navrhl architekt Bohumír Kozák v letech 1923-1926.

## Historie
Objekt kolejí, které nesou název podle Budče, hradiště s nejstarším provozovaným kostelem na území českých zemí, kde se podle legend vzdělával svatý Václav, byl navržen v roce 1923. (Název Budeč zvolil pro své učiliště založené v roce 1839 již Karel Slavoj Amerling; škola sídlící v Žitné ulici ale v roce 1848 ukončila činnost.)
Kolej měla sloužit studentům Karlovy univerzity, jeho provozovatelem bylo Obrodné hnutí československého studentstva.
O výstavbu areálu se zasloužil tehdejší podnikatel Václav M. Havel, otec pozdějšího českého spisovatele a politika Václava Havla. K realizaci projektu byl nakonec vybrán návrh z pera Bohumíra Kozáka. Výsledný projekt kolejí však nebyl první, který Kozák do soutěže přihlásil. Jeho pohled na stavbu se postupně vyvíjel, a to od stylu připomínajícího Jana Kotěry až k striktnímu a rigidnímu funkcionalismu, resp. klasicizujícímu expresionismu. Objekt byl dobudován v roce 1925; zcela dokončen pak až v roce 1937 dokončením pátého patra. 
Koleje sloužily jako dívčí s ohledem na to, že samostatné dívčí koleje v Praze do té doby neexistovaly, resp. ubytovací kapacity byly v tomto směru velmi nedostatečné. Řada ženských spolků o budování kolejí rovněž usilovala. Koleje Budeč dokázaly pojmout cca 200 studentek. Ve své době se jednalo o velmi moderní objekt s centrálním topením, lékařskou ordinací a mensou.
Po druhé světové válce byl k budově kolejí přistavěn dřevěný objekt internátu. V současné době je objekt ve vlastnictví Karlovy univerzity. V letech 2016–2018 byl objekt koleje rekonstruován; byla obnovena fasáda, vyměněna okna a upravena střecha.